# École suédoise de Tampere
L'école suédoise de Tampere (suédois : Svenska samskolan i Tammerfors) est une école située dans le quartier de Kaakinmaa à Tampere en Finlande.

## Présentation
L'école privée a commencé son activité le 2 septembre 1895 et est donc l'une des plus anciennes écoles de Tampere.  
Le bâtiment de l'école, conçu par l'architecte August Krook, date de 1902.
En 2014, l'école est devenue la meilleure école secondaire supérieure de la région de Pirkanmaa en comparant les notes moyennes des quatre matières obligatoires.